# Santa Rita (Vila Nova de Cacela)
Santa Rita é uma aldeia da Freguesia de Vila Nova de Cacela, Município de Vila Real de Santo António. Situa-se numa zona de transição entre o Barrocal e a Serra. O seu património cultural inclui um túmulo megalítico, uma capela do século XVIII dedicada a Santa Rita, um santuário também dedicado a Santa Rita de origem desconhecida e algumas casas de traça típica. Nas imediações da aldeia encontram-se ainda alguns fornos de cal, actividade que juntamente com a produção de carvão desempenhou no passado um importante papel na economia local.
Segundo o censo realizado em 2011, tinha 91 habitantes.